# تارا فيتزجيرالد
تارا فيتزجيرالد (بالإنجليزية: Tara Fitzgerald)‏؛ ممثلة إنجليزية ولدت في يوم 18 سبتمبر 1967 في كوكفايلد في ساسكس في إنجلترا في المملكة المتحدة، مثلت في عدة أفلام ومسلسلات ومسرحيات وردايو، فازت بجائزة دراما ديسك في سنة 1995 لدورها في مسرحية هاملت حيث أدت دور أوفيليا وقد مع الكثير من الممثلين العالميين مثل سام نيل وإيل ماكفيرسون وكيرا نايتلي ومثلت في 30 حلقة من مسلسل Waking the Dead s وفي فلم.The Englishman Who Went Up a Hill But Came Down a Mountain 

## روابط خارجية
- تارا فيتزجيرالد على موقع IMDb (الإنجليزية)
- تارا فيتزجيرالد على موقع ألو سيني (الفرنسية)
- تارا فيتزجيرالد على موقع أول موفي (الإنجليزية)
- تارا فيتزجيرالد على موقع قاعدة بيانات برودواي على الإنترنت (الإنجليزية)
- تارا فيتزجيرالد على موقع قاعدة بيانات الأفلام السويدية (السويدية)
- تارا فيتزجيرالد على موقع إن إن دي بي (الإنجليزية)
- تارا فيتزجيرالد على موقع قاعدة بيانات الفيلم (الإنجليزية)
- تارا فيتزجيرالد على موقع كينوبويسك (الروسية)